# 沙弗魯丁·普拉維拉內加拉
沙弗魯丁·普拉維拉內加拉（或拼作；1911年2月28日—1989年2月15日），已故印度尼西亞政治人物、經濟學家、宗教思想家，擁有萬丹族和米南加保族的血統，穆斯林，歷任中央國民委員會委員（即後來的國會議員）、财政部长、經濟部長等公職，並於1948年12月至1949年7月蘇卡諾、穆罕默德·哈达等革命領袖被荷蘭人拘禁期間擔任印尼共和國的政府首腦。他在1958年參加印度尼西亞共和國革命政府，對抗印尼當局，事敗後沒有再擔任過內閣職務，卻沒有就此退出政治舞台，還曾經在1980年代初抗議蘇哈托政府的所作所為。

## 生平

### 早年生涯
沙弗魯丁在1911年2月28日生於荷屬東印度西爪哇省萬丹府西冷縣安雅基突爾（今屬萬丹省），父親是萬丹族人，母親擁有萬丹族和米南加保族的血統。1931年從普通中學畢業以後，他本來想前往荷蘭萊頓升學，不過由於家人負擔不起到荷蘭升學的學費，所以他在1931年改到巴達維亞（今雅加達）升學，並於1939年9月考獲法学硕士學位。
1939年至1940年期間，他曾在民族主義政治家蘇塔佐·卡托哈迪庫蘇莫有份資助的期刊《東方之星》擔任編輯。相比起雜誌社的立場，沙弗魯丁的民族主義情緒要強烈的多——他只願意在1940年加入荷蘭殖民政府的財政署，而不願意加入城市衛隊（Stadwacht）。日軍佔領東印度群島之後，沙弗魯丁繼續在財政署擔任稅務督察。

### 從政生涯
1945年8月17日印尼宣布獨立後，沙弗魯丁在8月24日就任印度尼西亞中央國民委員會委員（相當於後來的國會議員），並於一年後加入馬斯友美黨，負責出版黨刊《我們的政治和革命》。他的政治觀念揉合了宗教色彩和社會主義，所以蘇丹·夏赫里爾在1946年3月12日組織第二次內閣的時候，安排他出任財政部初級部長，直至1947年6月27日任滿為止。隨後夏赫里爾在同年10月2日委任沙弗魯丁擔任财政部长，至1947年6月27日卸任。他也在1948年1月至1949年12月穆罕默德·哈達擔任總理期間擔任同一個職務。
抵抗荷蘭人的鬥爭只是局限在爪哇島和蘇門答臘島，而且爪哇島的革命軍連聲報捷，不過對革命領袖來說，爪哇島的形勢也在同時變得越來越凶險。為了防患未然，哈達授權身在蘇門答臘島中部的革命領袖在有需要的時候就地重建印尼共和國的政府機關，以免荷軍佔領印尼共和國的臨時首都——日惹，造成管治真空。由於哈達需要返回爪哇，參加聯合國主導的和平談判，所以他安排沙弗魯丁擔任候任總理。荷軍拘禁蘇卡諾、哈達等人之後，沙弗魯丁在西苏门答腊省就任緊急政府主席，並利用電台廣播和爪哇島僅餘的民族主義者聯絡，組織抵抗荷蘭人的鬥爭。他在這個崗位上成功維持印尼共和國的抵抗力，直至荷蘭人釋放蘇卡諾、哈達為止。
印尼完全脫離荷蘭統治之後，沙弗魯丁繼續在穆罕默德·納席爾的內閣擔任財政部長，直至1951年3月20日為止。隨後政府委任他擔任印度尼西亚银行行長，至1958年免職為止。

### 參加叛亂
沙弗魯丁在1957年開始跟蘇卡諾總統發生衝突，原因是他既反對蘇卡諾把荷蘭資本收歸國有的決定，也反對蘇卡諾推行有領導的民主體制。同時傳媒指控沙弗魯丁涉嫌參與同年9月底蘇卡諾被馬斯友美黨青年團成員暗殺未遂的事件，結果他和其他馬斯友美黨領袖在電話恐嚇和民兵組織的威脅下，以人身安全為由離開雅加達，並於1958年1月抵達蘇門答臘島。在前往蘇門答臘的途中，他們和異見軍官討論後發表聲明，稱朱安達·卡塔維查亞領導的內閣為非法政府，並要求組成一個由哈達和日惹蘇丹哈孟库布沃诺九世領導的內閣。沙弗魯丁又前往南苏门答腊省巨港市，和三佛齊第二軍區司令巴里安（R. Barlian）進行磋商，對方拒絕加入之後的叛變。沙弗魯丁還給蘇卡諾寫了兩封公開信，其中一封信形容有領導的民主體制是「法西斯」體制，並呼籲對方恢復《1945年憲法》，另一封信則表示「自己不願意坐以待斃」，並承認自己離開了雅加達。蘇卡諾在2月1日免去他的印度尼西亞銀行行長職務。
沙弗魯丁本來希望說服軍官保持克制，不希望製造內戰，而當艾哈迈德·侯赛因中校於1958年2月15日在西蘇門答臘省巴東市宣布印度尼西亞共和國革命政府成立時，沙弗魯丁僅出任總理兼財政部長，但未在革命政府成立宣言上簽字，以表明成立革命政府並不是他的主意。朱安達內閣隨即下令追捕沙弗魯丁等參與叛變的文人領袖，又在一個星期後對西蘇門答臘省的城市發動空襲。國民軍用了三個月就攻陷了巴東和鄰近的革命政府首都武吉丁宜，在軍事上擊敗革命政府，革命政府的部隊只能退守叢林進行低強度的游擊戰，革命政府本身也得不到民眾支持。這時沙弗魯丁仍然不願意和雅加達政府妥協，並於1960年2月與黨友和叛軍領袖在巴萨曼县朋佐爾鎮成立「印度尼西亞聯邦共和國」，但收效不大，政府也繼續攻佔革命政府的據點，並攻下沙弗魯丁身處的科托丁宜村（Koto Tinggi），迫使沙弗魯丁逃亡。結果他在1961年8月17日到電台呼籲追隨者「停止敵對行動」，並於8月25日向國民軍投降，叛亂也在同年9月結束。由於印尼政府已經在1961年頒令特赦沙弗魯丁，所以他起初沒有被囚禁。後來他在1962年3月被捕，在未經審訊的情況下成為囚犯，直至1966年7月26日才重獲自由。

### 晚年生涯
出獄後，沙弗魯丁偏好以宗教表現自我，在講道的時候，他會批評蘇哈托治下的貪污現象。他在1980年領導五十人請願書運動，並於1983年7月致信蘇哈托，反對政府制定法案，要求所有政團必須把建国五项原则列為唯一的指導思想——他特別反對政府要求宗教政黨服從建国五项原则的作法。於是蘇哈托禁止沙弗魯丁離開印尼，除非他要到外國接受治療。沙弗魯丁在1989年2月15日心臟病發逝世。

## 個人生活
他在1941年1月31日迎娶米南加保地區帕迦鲁荣（Pagaruyung）王室的後人、萬隆市布阿巴度鎮鎮長的女兒東姑·哈莉瑪（Tengku Halimah，東姑的意思是王女）為妻。

## 備註
1. ↑  稱謂一般帶上他的頭銜、學位、尊稱等，為沙弗魯丁·普拉維拉內加拉法學碩士。

## 腳註
1. 1 2 3  Kahin 1989，第101頁.
2. ↑  Kahin 1989，第101–102頁.
3. 1 2  Kahin 1989，第102頁.
4. 1 2 3  Kahin 1989，第103頁.
5. ↑  Lindblad 2008，第186頁.
6. ↑  Kahin 1999，第204–205頁.
7. ↑  Madinier 2015，第370頁.
8. ↑  Madinier 2015，第251頁.
9. ↑  Madinier 2015，第249–250頁.
10. ↑  Setkab 1958, Keputusan Presiden Nomor.
11. ↑  Rifai-Hasan 2012，第137–138頁.
12. ↑  Madinier 2015，第252頁.
13. 1 2  Kahin 1999，第211頁.
14. ↑  Madinier 2015，第253頁.
15. ↑  Kahin 1999，第217–218頁.
16. ↑  Madinier 2015，第254–258頁.
17. ↑  Kahin 1999，第222–224頁.
18. ↑  Madinier 2015，第259–260頁.
19. ↑  Republika 2019, Orde Lama.
20. ↑  Kahin 1999，第225–226頁.
21. ↑  Kahin 1989，第104頁.
22. ↑  Bourchier & Hadiz 2003，第144頁.
23. ↑  Kahin 1989，第105頁.

## 延伸閱讀
- Rosidi, Ajip. . Jakarta: Kepustakaan Populer Gramedia. 2010  [2018-11-10]. ISBN 978-979-9102-22-5. （原始内容存档于2017-02-15） （印度尼西亚语）.
- Soesastro, Hadi. . Pemikiran dan Permasalahan Ekonomi di Indonesia dalam Setengah Abad Terakhir 3. Jakarta: Kanisius. 2005. ISBN 978-979-21-1196-5 （印度尼西亚语）.[]